# Hirschland
Hirschland est une commune française située dans la circonscription administrative du Bas-Rhin et, depuis le 1er janvier 2021, dans le territoire de la Collectivité européenne d'Alsace, en région Grand Est.
Depuis 1793, cette commune se trouve dans la région historique et culturelle d'Alsace.

## Géographie
Hirschland se trouve dans la partie nord-ouest du Bas-Rhin appelée Alsace Bossue (« Krumme Elsass »). Il s'agit géographiquement d'un bout du plateau lorrain. Le village se trouve dans la vallée de l'Isch. L'ensemble du ban communal se trouve sur des calcaires du Muschelkalk (Trias) dont l'altitude varie de 235 à 334 mètres. Les hivers y sont un peu plus froids que dans la plaine d'Alsace et les étés nettement plus frais (4° de moins qu'à Strasbourg en juillet).
|            | Eschwiller | Weyer             |
| Baerendorf | Hirschland | Schalbach Moselle |
|            | Rauwiller  |                   |

### Hydrographie
La commune est dans le bassin versant du Rhin au sein du bassin Rhin-Meuse. Elle est drainée par l'Isch, le ruisseau Muenchsgraben et le ruisseau Muehlgraben,.
L'Isch, d'une longueur totale de 27 km, prend sa source dans la commune de Lohr et se jette  dans la Sarre à Wolfskirchen, après avoir traversé onze communes. 

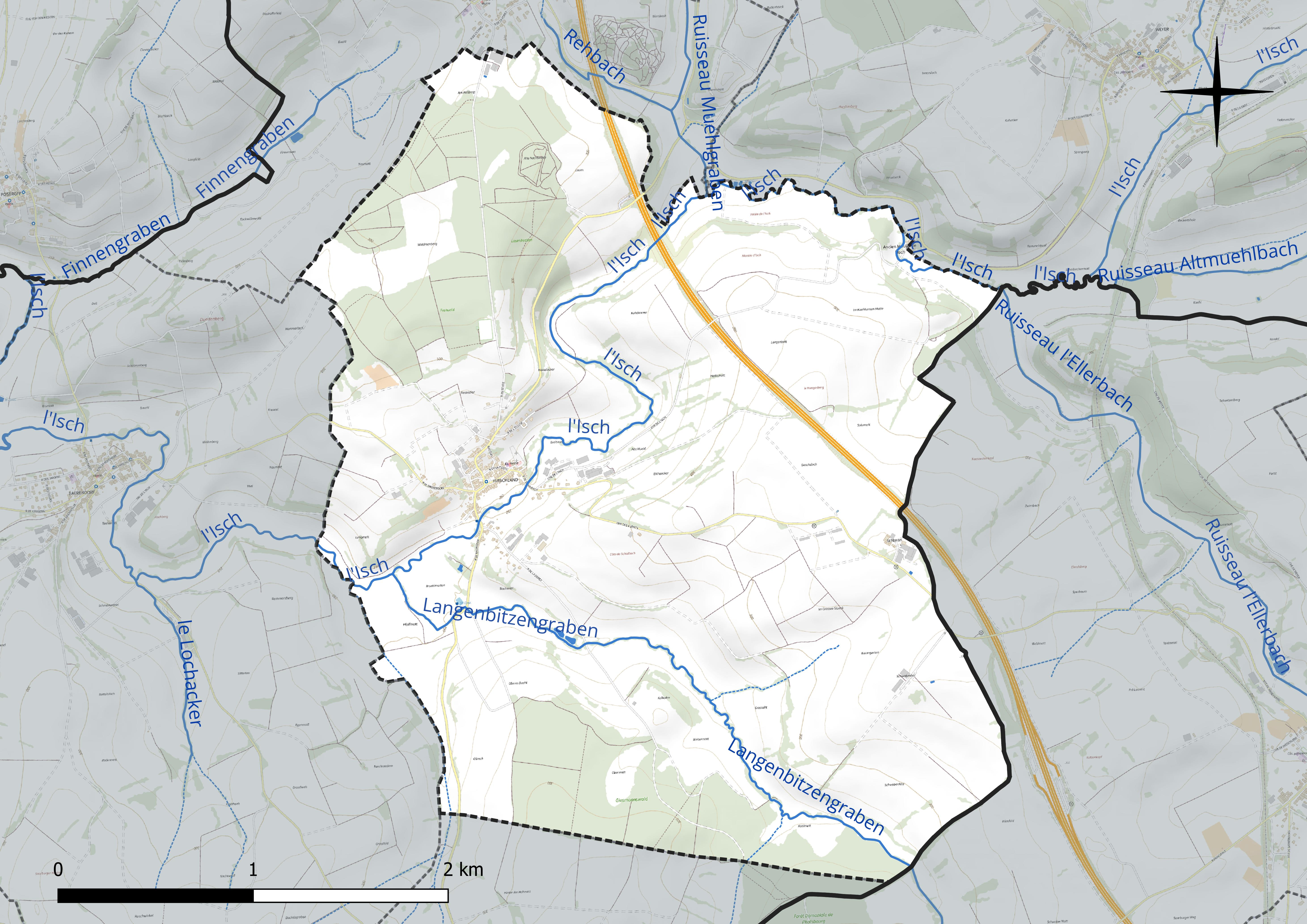
Réseau hydrographique de Hirschland.

### Climat
Pour des articles plus généraux, voir Climat du Grand Est et Climat du Bas-Rhin.
En 2010, le climat de la commune est de type climat des marges montargnardes, selon une étude du Centre national de la recherche scientifique s'appuyant sur une série de données couvrant la période 1971-2000. En 2020, Météo-France publie une typologie des climats de la France métropolitaine dans laquelle la commune est exposée à un climat semi-continental et est dans la région climatique  Vosges, caractérisée par une pluviométrie très élevée (1 500 à 2 000 mm/an) en toutes saisons et un hiver rude (moins de 1 °C). 
Pour la période 1971-2000, la température annuelle moyenne est de 9,8 °C, avec une amplitude thermique annuelle de 17 °C. Le cumul annuel moyen de précipitations est de 955 mm, avec 12,3 jours de précipitations en janvier et 9,9 jours en juillet. Pour la période 1991-2020, la température moyenne annuelle observée sur la station météorologique de Météo-France la plus proche, « Berg », sur la commune de Berg à 7 km à vol d'oiseau, est de 10,4 °C et le cumul annuel moyen de précipitations est de 801,8 mm. 
La température maximale relevée sur cette station est de 37,4 °C, atteinte le 25 juillet 2019 ; la température minimale est de −16,8 °C, atteinte le 7 février 2012,,. 
Les paramètres climatiques de la commune ont été estimés pour le milieu du siècle (2041-2070) selon différents scénarios d'émission de gaz à effet de serre à partir des nouvelles projections climatiques de référence DRIAS-2020. Ils sont consultables sur un site dédié publié par Météo-France en novembre 2022.

## Urbanisme

### Typologie
Au 1er janvier 2024, Hirschland est catégorisée commune rurale à habitat dispersé, selon la nouvelle grille communale de densité à sept niveaux définie par l'Insee en 2022.
Elle est située hors unité urbaine et hors attraction des villes,.

### Occupation des sols
L'occupation des sols de la commune, telle qu'elle ressort de la base de données européenne d’occupation biophysique des sols Corine Land Cover (CLC), est marquée par l'importance des territoires agricoles (78,3 % en 2018), une proportion sensiblement équivalente à celle de 1990 (79 %). La répartition détaillée en 2018 est la suivante : 
terres arables (45 %), prairies (31,2 %), forêts (17,5 %), zones urbanisées (4,1 %), zones agricoles hétérogènes (2,1 %). L'évolution de l’occupation des sols de la commune et de ses infrastructures peut être observée sur les différentes représentations cartographiques du territoire : la carte de Cassini (XVIIIe siècle), la carte d'état-major (1820-1866) et les cartes ou photos aériennes de l'IGN pour la période actuelle (1950 à aujourd'hui).

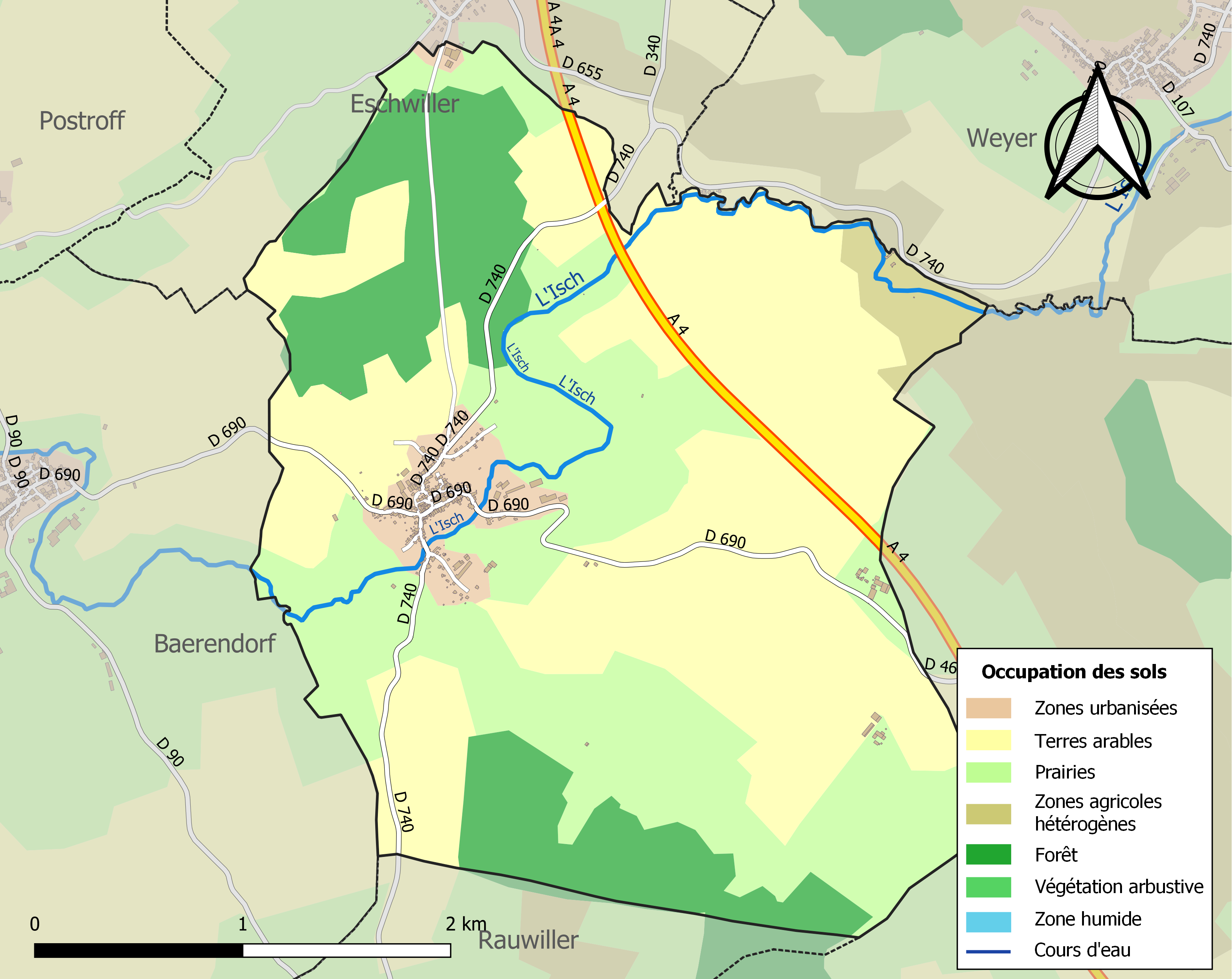
Carte des infrastructures et de l'occupation des sols de la commune en 2018 (CLC).

## Histoire
Site occupé de façon certaine à l'époque gallo-romaine. Un bas-relief représentant un Hercule a été découvert en 1897 et est exposé au musée archéologique de Strasbourg. Les vestiges d'un hypocauste ont été découverts mais non fouillés en 1996. Le nom du site à l'époque romaine demeure inconnu.
La commune est devenue française en 1793 seulement, lors du rattachement du comté de Sarrewerden à la France. Elle a été incluse dans le département du Bas-Rhin, comme les autres communes de l'ancien comté, en raison de sa population essentiellement protestante. Elle a ensuite subi les mêmes vicissitudes historiques que le reste de l'Alsace.

### Héraldique
| Blason de Hirschland | Blason  | D'argent au cerf de gueules passant sur une terrasse de sinople. |
| Blason de Hirschland | Détails |                                                                  |

## Toponymie
- Du germanique hirse « millet » + land « pays ».
- IXe siècle : Hirslanden ; 1793 : Herschland ; 1801 : Hirschland.
- Hírschlànd en francique rhénan.

## Politique et administration
| Période                                  | Période                   | Identité                                     | Étiquette | Qualité |
| ---------------------------------------- | ------------------------- | -------------------------------------------- | --------- | ------- |
| mars 2001                                | En cours (au 31 mai 2020) | Guy Dierbach, Réélu pour le mandat 2020-2026 |           |         |
| Les données manquantes sont à compléter. |                           |                                              |           |         |

## Démographie
L'évolution du nombre d'habitants est connue à travers les recensements de la population effectués dans la commune depuis 1793. Pour les communes de moins de 10 000 habitants, une enquête de recensement portant sur toute la population est réalisée tous les cinq ans, les populations de référence des années intermédiaires étant quant à elles estimées par interpolation ou extrapolation. Pour la commune, le premier recensement exhaustif entrant dans le cadre du nouveau dispositif a été réalisé en 2004.

En 2022, la commune comptait 294 habitants, en évolution de −11,45 % par rapport à 2016 (Bas-Rhin : +3,17 %, France hors Mayotte : +2,11 %).
| 1793 | 1800 | 1806 | 1821 | 1831 | 1836 | 1841 | 1846 | 1851 |
| ---- | ---- | ---- | ---- | ---- | ---- | ---- | ---- | ---- |
| 358  | 507  | 524  | 629  | 609  | 638  | 628  | 638  | 617  |

| 1856 | 1861 | 1866 | 1871 | 1875 | 1880 | 1885 | 1890 | 1895 |
| ---- | ---- | ---- | ---- | ---- | ---- | ---- | ---- | ---- |
| 609  | 598  | 592  | 608  | 607  | 601  | 573  | 582  | 582  |

| 1900 | 1905 | 1910 | 1921 | 1926 | 1931 | 1936 | 1946 | 1954 |
| ---- | ---- | ---- | ---- | ---- | ---- | ---- | ---- | ---- |
| 592  | 577  | 577  | 520  | 512  | 443  | 441  | 427  | 377  |

| 1962 | 1968 | 1975 | 1982 | 1990 | 1999 | 2004 | 2006 | 2009 |
| ---- | ---- | ---- | ---- | ---- | ---- | ---- | ---- | ---- |
| 373  | 332  | 329  | 284  | 286  | 340  | 331  | 313  | 331  |

| 2014 | 2019 | 2022 | - | - | - | - | - | - |
| ---- | ---- | ---- | - | - | - | - | - | - |
| 330  | 307  | 294  | - | - | - | - | - | - |

## Lieux et monuments

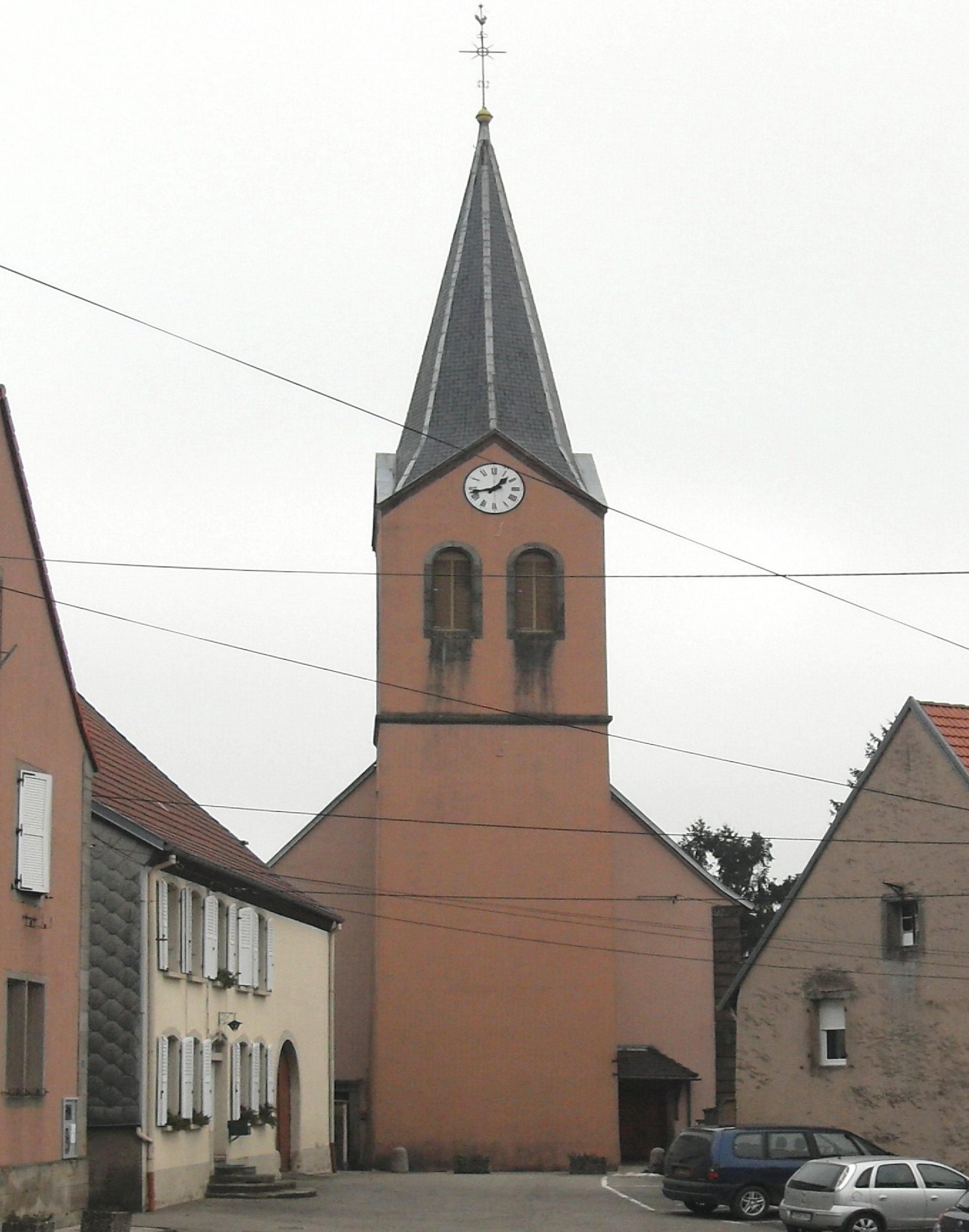
L'église luthérienne.

- Église reconstruite en 1755, probablement par l'architecte Stengel, mais qui a conservé comme clocher une ancienne tour de défense datant du XVIe siècle. Sur le ban communal, dans la forêt dite « Freiwald », se trouvent deux vieux chênes dont l'âge est estimé à cinq siècles. L'un d'eux a un tronc d'un diamètre de 1,80 mètre.
- L'ancien lavoir a été remis en état par la commune. L'architecture villageoise est typiquement lorraine. Les bâtiments sont construits en calcaire et parfois en grès rose des Vosges. Sur le ban communal se trouve le hameau de l'Isch, où a fonctionné un moulin de 1587 à 1944.
- Le moulin de l’Isch (Ischermühle) est un moulin à eau datant du 16e siècle situé près d’Hirschland sur la rivière Isch, un affluent de la Sarre à l'emplacement du village disparu d’Ischen. Il appartenait au comté de Sarrewerden. Le premier moulin sur le site a été construit en 1587 par Schneider Adam Weyer. Une pierre à l'intérieur du moulin porte la date de 1612. Le moulin a été endommagé pendant la guerre de Trente Ans qui s'est terminée en 1648. L’Ischermühle a été acheté en 1683 par Johann Brua pour 100 gulden et a ensuite été reconstruit. Son fils a agrandi le moulin et a laissé cette inscription au-dessus de la porte (traduite) : « Avec confiance en Dieu, Hans Adam Brua et sa femme Anna Catherina Stroh ont construit cet endroit — 1707 ». L'Ischermühle est resté dans la famille Brua jusqu’en 1878 et a continué à moudre du grain jusqu’en 1923. Pendant de nombreuses années, il a été occupé par un homme âgé, Albert Wolff, dont le père avait acheté l'endroit en 1901. Le moulin a été endommagé par des chars et de l’artillerie américains les 25 au 26 novembre 1944 lors de la campagne de Lorraine[22],[23].